# Лалавеле Атакора
Лалаве́ле Атако́ра (фр. Lalawélé Atakora, нар. 9 листопада 1990, Ломе) — тоголезький футболіст, півзахисник клубу «Гельсінгборг».

## Клубна кар'єра
У дорослому футболі дебютував 2009 року виступами за норвезький «Фредрікстад», в якому дуже рідко потрапляв до основного складу, тому з січня по серпень 2010 року на правах оренди виступав за «Вернамо», а у сезоні 2011 року грав на правах оренди за АІК.
Влітку 2012 року приєднався до АІКа на правах вільного агента, підписавши повноцінний контракт. Всього встиг відіграти за команду з Стокгольма 47 матчів в національному чемпіонаті. У сезоні 2013/14 на правах оренди також грав за «Баликесірспор» з другого дивізіону Туреччини.
На початку 2005 року став гравцем іншого шведського клубу «Гельсінгборг».

## Виступи за збірні
2007 року залучався до складу молодіжної збірної Того на Кубку Африки, де Атакора був визнаний найкращим гравцем турніру, а його збірна здобула срібні нагороди, що дозволило збірній поїхати на юнацький чемпіонат світу того ж року, де Атакора також брав участь. Всього на молодіжному рівні зіграв у 3 офіційних матчах, забив 1 гол.
2011 року дебютував в офіційних матчах у складі національної збірної Того. Наразі провів у формі головної команди країни 4 матчі.

## Статистика виступів
Станом на кінець сезону 2012 року

### Статистика клубних виступів
| Сезон              | Клуб               | Чемпіонат          | Чемпіонат | Чемпіонат | Національний кубок | Національний кубок | Національний кубок | Континентальні кубки | Континентальні кубки | Континентальні кубки | Суперкубок | Суперкубок | Суперкубок | Усього | Усього |
| Сезон              | Клуб               | Ліга               | Ігор      | Голів     | Ліга               | Ігор               | Голів              | Ліга                 | Ігор                 | Голів                | Ліга       | Ігор       | Голів      | Ігор   | Голів  |
| ------------------ | ------------------ | ------------------ | --------- | --------- | ------------------ | ------------------ | ------------------ | -------------------- | -------------------- | -------------------- | ---------- | ---------- | ---------- | ------ | ------ |
| 2009               | «Фредрікстад»      | T                  | 2         | 0         | КН                 | 0                  | 0                  | —                    | —                    | —                    | —          | —          | —          | 2      | 0      |
| 2010               | «Вернамо»          | Д1                 | 8         | 3         | КШ                 | ?                  | ?                  | —                    | —                    | —                    | —          | —          | —          | ?      | ?      |
| 2010               | «Фредрікстад»      | A                  | 5         | 0         | КН                 | 0                  | 0                  | —                    | —                    | —                    | —          | —          | —          | 5      | 0      |
| Усього Fredrikstad | Усього Fredrikstad | Усього Fredrikstad | 7         | 0         |                    | 0                  | 0                  |                      | —                    | —                    |            | —          | —          | 7      | 0      |
| 2011               | АІК                | A                  | 7         | 1         | КШ                 | ?                  | ?                  | —                    | —                    | —                    | —          | —          | —          | ?      | ?      |
| 2012               | АІК                | A                  | 22        | 1         | КШ                 | ?                  | ?                  | —                    | —                    | —                    | —          | —          | —          | ?      | ?      |
| Усього             | Усього             | Усього             | 22        | 4         |                    | ?                  | ?                  |                      | —                    | —                    |            | —          | —          | ?      | ?      |

## Титули і досягнення
- Володар Кубка Азербайджану (1):

«Габала»: 2018-19